# A Day Before Tomorrow
«Day Before Tomorrow» — документальний фільм про фінський гурт Nightwish.
Присутній на DVD End of an Era, який вийшов в червні 2006 року. Створений у вигляді смуги з останніх днів перед великим, останнім з Once Upon a Tour, концертом на Hartwall Areena в Гельсінкі, Фінляндія, який відбувся 21 жовтня 2005 року.
Наприклад, він розпочинається з польоту групи на рейсі, перед кількома концертами в Південній Америці, інтерв'ю, і фанами. Стрічка закінчується із групою, яка виходить на публіку перед останнім шоу, в якому був знятий на відео і вийшов під назвою End of an Era. В кінці фільму можна почути оркестрову версію пісні «Kuolema Tekee Taiteilijan». Вона ніколи не виходила офіційно, але деякі фанати відокремили її від DVD і випустили його в Інтернеті під назвою «Kuolema Tekee Taiteilijan (Orchestral Version)».